# ドリトル先生と秘密の湖
『ドリトル先生と秘密の湖』（ドリトルせんせいとひみつのみずうみ、Doctor Dolittle and the Secret Lake）はアメリカ合衆国で活動したイギリス出身の小説家、ヒュー・ロフティング（1886年 - 1947年）による児童文学作品。
ロフティングが亡くなった翌年の1948年に刊行された遺作であるが、本作の出版後に夫人とその妹が遺稿をまとめた1950年刊の『緑のカナリア』と1953年刊の『楽しい家』が存在するため、シリーズ最終作ではない。

## 概要
ドリトル先生シリーズの第10作で、作品内の時系列上では本作が最終作となる。話の流れとしては第3作『郵便局』で終盤に登場した巨大なリクガメ・ドロンコ（Mudface）が再び登場し、旧約聖書に記された大洪水にまつわる長大な体験談の全容が明らかにされる。
前作『月から帰る』が1933年に刊行された後、シリーズは長期の中断に入り本作が刊行されたのは15年後の1948年であった。なお、前巻まではF・A・ストークス社がアメリカにおける出版元となっていたが、1939年にストークス社の代表が死去したことに伴う同社の廃業を受けて、J・B・リッピンコット（現在のリッピンコット・ウィリアムズ&ウィルキンス）が新たな発行元となり「F・A・ストークスブックス」レーベルのラインナップとしてシリーズ全巻の発行を継承した。イギリスでは前巻までと同様ジョナサン・ケープが発行元となっている。

### 本作の執筆背景
本作が出版されたのは1945年に第二次世界大戦が終結した3年後、1947年にロフティングが没した1年後であるが、第3部でドロンコの口伝において語られる全世界を支配下に置こうとした独裁者・マシュツ王はアドルフ・ヒトラーが、そのマシュツ王が君臨するシャルバはナチス・ドイツがモデルになっているのではないかと指摘されている。第4部15章ではドロンコよりマシュツ王が採った愚民政策について語られているが、これはヒトラーユーゲントに代表される青少年教化を暗示するものと解釈され、また第4部16章においてベリンダが「アジアから来た外国人」とエバーとガザの子孫達、すなわちアメリカ大陸の民が戦争をしていると述べているのは（1840年代という作中の時代設定には全く合致しないものの）太平洋戦争を指しており、すなわち「アジアから来た外国人」とは日本人のことではないかと指摘されている。こうした記述より、枢軸国陣営の全体主義が世界を席巻することに対する著者の危機意識が本作の執筆背景に有ったのではないかと解されるが、こうした作中の時代背景に執筆時の世相を反映させる手法に対しては批判も存在し、エドワード・ブリッシェンは1968年に刊行されたロフティングの評伝（"Three Bodley Head Monographs "所収）において本作の後半部分を「失敗作」と断じている。
なお、ロフティングは第一次世界大戦において西部戦線で従軍した経験より反戦運動を強く支持しており、1942年には"Victory for the Slain"（滅亡に至る勝利）と題した戦争の無益さを訴える詩を発表しているが、この詩は真珠湾攻撃を受けて日本と交戦状態に突入したアメリカでは公刊されず、ロフティングの母国・イギリスでのみ公刊された。

## あらすじ
月から帰還したドリトル先生は、地球の動植物に比べて極めて長い寿命を持つ月の植物に不老長寿を実現する鍵が秘められているのではないかと考えて研究を重ねていたが思ったような成果は挙げられず、遂に研究の断念を表明する。それに前後して、助手のトミー・スタビンズはロンドンのセント・ポール大聖堂に住むスズメのチープサイドからかつて先生が西アフリカのファンティポ王国で郵政大臣に任命されていた時にノアの大洪水を生き延びたと自称するリクガメ・ドロンコを訪ねて“秘密の湖”ジュンガニーカ湖に小島を作った時の思い出話を聞かされ、気分転換を兼ねて先生を航海に連れ出すことを画策する。
スタビンズは先生が次の研究に着手する前にかつて、先生がドロンコから聞き取ったノアの大洪水とその際に水没したシャルバの都に関する一昼夜に及ぶ物語の記録を分析してはどうかと提案し、先生も賛同する。その記録は、紙のノートでなくシュロの葉に書き留められていたはずであった。ところが、スタビンズは地下書庫で貴重な記録を書き留めた葉っぱの束が綺麗さっぱり無くなっていることに気付く。書庫の管理を任されていた白ネズミは渋々、新しく「ネズミ・クラブ」に入会したネズミの一家に巣作りの材料として葉っぱを提供したことを白状した。それからしばらくして、嵐の吹き荒れる夜にチープサイドとその妻・ベッキーが満身創痍の状態でドリトル家にたどり着いて保護される。夜を徹した看病が続けられた結果、2羽のスズメは意識を取り戻しアフリカの奥地へドロンコの様子を見に行ったことを打ち明ける。チープサイド曰く、ジュンガニーカ湖は地震に見舞われ先生がリウマチを患うドロンコの為に世界中の鳥を呼び寄せて小石や泥の塊を投下させて作った小島は半壊し、ドロンコは生き埋めになったのではないかと言うことであった。
こうして貴重な歴史の証言者を救出する為の航海が決定し、先生は以前にクモザル島への航海でも船を手配してもらった貝ほりのジョーから新しい船を借り、かつて国際郵便局を開設していたファンティポ王国へ向けて出港する。ファンティポの港では旧友のココ王が自ら先生の一行を出迎え、かつて郵便局として使われていた懐かしい屋形船で盛大な晩餐会が催された。翌日、先生はココ王に謁見して一隻の丸木舟を調達してもらい、小ファンティポ川を内陸へ遡ってジュンガニーカ湖を目指す旅へ出発する。小ファンティポ川はアフリカで3番目に大きなニジェール川と並走するように流れており、先生はドロンコを救出する為にニジェール川に住むワニ達の協力を求めることにする。ほどなくしてワニの大群がニジェール川から小ファンティポ川へ内陸を横断して次々に押し寄せるが、その大群を率いるのはかつて先生の妹・サラが家を飛び出す原因となったジムであった。ジュンガニーカ湖に到着した一行は早速、ワニ達の協力で半壊した小島の生き埋めになったドロンコを救出する。湖は地震の影響で水位が下がっており、かつて先生が訪れた際は湖底に沈んでいた古都・シャルバの栄華を物語る数々の建物が姿を現していた。そして、ドロンコは大洪水でシャルバが水没した時のことを再び語り始める──。
ジュンガニーカ湖がある場所にはかつて、世界中を支配した独裁者・マシュツ王が君臨するシャルバの都が在った。マシュツ王は周辺の国々を次々に武力で征服し、敗戦国の民を奴隷として従えて世界中に勢力を拡大した。ノアはシャルバの動物園で園長を務めており、妻のベリンダとはぐれたドロンコとは動物園で見世物として敗戦国出身の奴隷であるエバーと言う少年に世話されていた。
マシュツ王の支配に服した領土が最大になった頃、抵抗を続けていたのは内陸のゾナバイト一国のみであったがマシュツ王がゾナバイト制圧の為に軍隊を総動員する準備を進めていた中で、雨が降り出した。最初は小雨であったが、次第に勢いを増した雨はシャルバの都を呑み込む大洪水となる。ドロンコ達は水位の上昇で難なく檻から出られるようになり、ベリンダと再会した後に主の啓示を受けて方舟を作ったノアの指示に従い動物園で飼われていた他の動物達と共に方舟へ乗り込んだ。しかし、雨が止んだ後にドロンコは水面にエバーと美声の持ち主である奴隷の少女・ガザが流木に捕まって漂流しているのを発見し、ノアに保護を求める。しかし、ノアは2人の名前が主の指示書に記載されていないことを理由に救出を拒み、2人を不憫に思ったドロンコとベリンダはノアと訣別して自分達だけの手で2人を生かすことにした。
いつまでも続くかに思われた雨がようやく上がり方舟がアララト山に漂着した後、ドロンコとベリンダはエバーとガザを狙う虎やライオンなどネコ科の肉食獣に追い回される日々を送る。ドロンコはエバーの園丁としての腕前が草食動物の主食である草や果樹を育てる為に必要であると象を説得し、エバーとガザは動物の王となった象の奴隷として畑を耕すことになった。しかし、この機に乗じて人間を根絶やしにしたい雌の虎が執拗に2人を付け狙い、象を失脚させてライオンを動物の王に立ててクーデターを引き起こす。事前にこの企みを知ったドロンコとベリンダは急いでエバーとガザを連れて逃亡し、苦難に満ちた旅の末にシャルバの都が在った場所に戻るとそこは広大な湖に姿を変え、かつての栄華は深い水底に眠るのみとなっていた。ドロンコが湖底に潜り、食糧庫から壺に入った砂糖漬けのナツメヤシをエバーとガザに差し出すとエバーはそれを「ジュンガ」、ガザは「ニーカ」と呼び──それは、それぞれの故国の言葉でナツメヤシを意味する単語であった──これがジュンガニーカ湖の名前の起こりとなった。
ドロンコとベリンダは2人を危険な肉食獣のいない新天地へ連れて行くことを決意し、西へ旅立つ。アフリカ大陸より西は広大な砂漠になっているはずであったが、大洪水はその砂漠をも水底に沈め、広大な大洋──大西洋となっていた。その大洋をいかだ舟で渡り、後世に「アメリカ大陸」と呼ばれることになる新大陸へたどり着いたエバーとガザは夫婦となり、アデンと言う男の子が生まれた。しかし、ドロンコはジュンガニーカ湖の様子が気になり、アデンの成長を見届ける前にアメリカ大陸を発って再びアフリカへ帰還したのであった。
大洪水にまつわる物語を聞き終わった先生は、湖面から姿を現したシャルバの王宮へ案内される。宝物殿には、マシュツ王が征服した国々から強奪した金銀財宝が手つかずのまま残されていたが先生はそれを持ち帰ることを良しとせず、マシュツ王がゾナバイトを征服した後で記念にかぶるつもりであった青銅製の王冠だけを持ち帰ることにする。
先生の一行はジュンガニーカ湖から小ファンティポ川を下る帰り道、アメリカ大陸へエバーとガザの子孫達が心配になって様子を見に行っていたと言うドロンコの妻・ベリンダに出会う。一行はドロンコもベリンダとまた一緒に暮らせるなら平穏に余生を過ごせるだろうと安心して、帰り道を急ぐのであった。

## 大洪水の物語にまつわる人物・動物
ドロンコが語るノアの大洪水にまつわる物語に登場する人物と動物。ドロンコ・ベリンダ夫妻についてはドリトル先生シリーズの登場キャラクター#ジュンガニーカ湖を参照。
エバー
敗戦国から連れて来られ、マシュツ王の動物園で動物の世話をしていた奴隷の少年。大洪水の前から互いに言葉は通じないながらも奴隷の少女・ガザと相思相愛の仲であったが、大洪水に際してガザを救い出し木に捕まって漂流していた所をノアと対立して方舟を降りたドロンコ夫妻に保護される。水が引いた後、雌の虎を始めとする肉食獣に命を狙われるが園丁としての技能を持っていることから動物の王となった象に奴隷として使役される身となった。しかし、ネコ科のクーデターで身に危険が及んだことからドロンコ夫妻に連れられて逃亡し、苦難に満ちた旅の末にアメリカ大陸へ到達する。
ガザ
エバーとは別の敗戦国から奴隷として連れて来られた少女。美声の持ち主で、王妃のお気に入りであったが大洪水に遭いエバーに救い出された後、ドロンコ夫妻の手で逃亡生活を送りアメリカ大陸でアデンと言う男児を出産する。
ノア
旧約聖書に登場する預言者。マシュツ王に捕虜として捕らわれた際は600歳を超えていた。動物と意思疎通が出来ることを買われ、王立動物園の園長をしていたが主の啓示を受けて方舟を作り、園内で飼っていた動物を方舟に乗せたが流木に捕まって漂流していたエバーとガザの扱いを巡ってドロンコと対立し、ドロンコとベリンダは方舟を降りて別行動を取ることにした。
本作ではノア本人とその息子たち──セム、ハム、ヤペテは「偉大な預言者とその家族」としてではなく、極めて俗人的に描かれている。殊にノアは法匪に過ぎる側面が強調されており、ロフティングの選民思想に対する懐疑的な姿勢が反映されたものとみられる。
大ガラス
ノアの方舟に乗っていたが、乗り合わせていた動物達のいざこざが嫌になって船を降りたワタリガラス。エバーとガザを連れて苦難に満ちた逃避行を続けるドロンコ夫妻に協力し、大洪水の以前は広大な砂漠であった大西洋の水先案内を買って出て2人をアメリカ大陸へ誘う。
ワグ
ベリンダの弟。ドロンコが流木に捕まって気を失っていたエバーとガザの気付け薬にする為のワインを探す為に水没した人家を物色した際に協力するが、大洪水で押し流された人間がふたたび繁栄して動物を虐げるのではないかと考えており、わざわざ人間を助ける姉夫婦の行動は理解し難いとも思っている。
ペリカン
北アフリカに住むペリカン。大ガラスの求めに応じて、漁を知らないエバー達の代わりに魚を捕って食糧を確保した。
牝の虎
ノアの方舟に乗り合わせていた牝の虎。気位が高く、船内で豚の子供を食べてしまう騒動を起こした後にアララト山へ漂着した船を降りライオンやヒョウなど同じネコ科の仲間を連れて行動していた。動物園で虐待されていたことを根に持ち、人間を根絶やしにするつもりであったが方舟に自分を乗せた義理のあるノアとその家族は──子供が生まれた場合はその限りではないが──襲わないと公言している。ドロンコ夫妻がエバーとガザを保護していることを知って2人が住む小屋を襲撃するが、ドロンコの説得で象を筆頭とする草食動物がエバーの擁護に回った為に一旦は身を退く。しかし、ネコ科の仲間に結束を呼び掛け、エバー達の命を奪って象を失脚に追い込むクーデターを画策する。結局、この目論見はドロンコ夫妻に阻まれてエバー達を捕り逃がしてしまう。
牡の象
ノアの方舟に乗り合わせていた牡の象。牝の虎が人間を根絶やしにするよう檄を飛ばし、エバー達が住む小屋を襲撃した際にドロンコの説得を受け、エバー達を草食動物の餌を育てる為の奴隷として生かす道を選び、動物の王となる。しかし、牝の虎がネコ科の肉食獣を炊き付けてクーデターを起こした際にドロンコ夫妻の手引きでエバー達に逃げられて象自身も失脚に追い込まれる。このクーデターでは虎自身も他の肉食獣達の信頼を失い、ライオンが新たな「百獣の王」となる双方痛み分けの結果に終わった。

## 日本語版
長らく岩波書店版のみが刊行だったが、2014年夏に角川つばさ文庫で新訳版が刊行された。
- ヒュー・ロフティング、訳：井伏鱒二『ドリトル先生と秘密の湖』 岩波書店
  - 愛蔵版〈ドリトル先生物語全集〉第10巻 1961年9月18日初版 ISBN 978-4-001-15010-0
  - 岩波少年文庫 1979年10月17日初版、2000年改版

上巻 ISBN 978-4-001-14030-9
下巻 ISBN 978-4-001-14031-6
なお、岩波版ではニジェール川（Niger river）を「ニガー川」と訳していたが、これは明らかな誤訳である。2001年に黒人差別をなくす会がこの誤訳を理由として岩波書店に本書の回収を要求した際は、回収措置こそ取られなかったが編集部は当該個所が明らかな誤訳であることを受け入れ、2002年以降の重版で「ニジェール川」に修正された。
- 『新訳 ドリトル先生と秘密の湖』
訳：河合祥一郎、画：patty（角川つばさ文庫、編集・発行：アスキー・メディアワークス）
上巻 2014年7月15日初版 ISBN 978-4046314345
下巻 2014年8月15日初版 ISBN 978-4046314352
  - 角川文庫、2024年10月初版 ISBN 978-4041155059